# River Don (Ouse)
Der River Don, in einigen Landstrichen auch als Dun verzeichnet, ist ein Fluss in South Yorkshire in England. Er entspringt in den Hügeln der Pennines und fließt etwa 112 Kilometer ostwärts.
Dabei durchquert er die Orte:
- Penistone,
- Sheffield,
- Rotherham,
- Mexborough,
- Conisbrough,
- Doncaster und
- Stainforth, bevor er in die Ouse mündet.

## Name
Der Name stammt mit hoher Wahrscheinlichkeit von der keltischen Gottheit Danu.

## Geschichte
Zwischen den Jahren 1626 und 1635 wurde der Verlauf des Flusses umgeleitet, sodass er heute in die River Ouse statt in den River Trent mündet. Ziel des von Cornelius Vermuyden geleiteten Projekts war die Gewinnung von mehr Land als Retentionsfläche.